# 媽寶
媽寶（粵語稱裙腳仔）是指一些以母親为中心，凡事聽從媽媽的意见，彷彿尚未斷奶的巨嬰。他們的人生路線總是按照母親的想法來走，无自信、无主见、无责任感、無決斷力，難以忍受不適與挫折；且常依賴母親為其做決定，行事常由母親陪同或代為處理。更甚者，飲食起居都要母親照料打理，成年後之生活費亦需要母親供輸，從古至今在各國因戰爭時代的結束，這個社會現象越加激化，引起了不少社會問題。

## 文化差異
由於文化差異，各地對媽寶的定義也有所不同。例如歐美地區一些國家，子女成年後就會離開原生家庭在外獨立生活，於是與父母同住的成年人可能會被視為媽寶。但東亞地區有兩代同堂、三代同堂的大家庭傳統，許多子女成年後並未離開原生家庭，有些人婚後依然與父母同住，所以一般不會將與父母同住的成年人視為媽寶。
另外，儒家文化圈受到儒家傳統孝道影響，子女有事會徵求父母意見，甚至須得到父母同意才可進行。有些人成年後改不了這個習慣，凡事仍要請示父母，這在西方往往被視為媽寶，在近代社會中，因父母的權威與倫常概念有著隔代文化差異上的巨大隔閡，導致這種高壓教育下長大的子女，會受到社會歧視、排擠，失業率也與媽寶文化息息相關，子女被過度保護及控制慾極強的父母影響所致，媽寶也逐漸成為了社會邊緣人的一員，但並非是所有人都是自願成為媽寶，絕大多數是「被強制性保護」的，而有些為了想改變現狀的子女，會與家庭的關係扭曲，甚至有不少社會命案也是由此而生。
目前尚未有一個明確能解決此現象的方法，大部分都是需要政府力量支柱社會的心靈輔導這一塊，這個輔導層面不只對於子女，輔導父母的正確心態才是真正關鍵，但各國皆因父母的權威性問題及教育子女權利問題而有所受限，較通論的說法是需要時代變遷與轉換，才有可能解決該問題，但會因國情所致而有不同的結果，媽寶是世界各國對於倫常概念下的扭曲而演變的時代悲劇下的產物。

## 用語的成立與變遷
最早一開始是恋母情结。後來衍生成罵人的話語。

## 實情

### 臺灣
臺灣由於受到儒家思想的長期影響，以及女權主義的興起，男性受到的約束，凡事要獨立思維、作主，如果提到媽媽，會認為長不大、欠缺或薄弱的思維與作主能力。
但女性提到媽媽被認為是乖巧、可愛與孝順，導致出現「男性提到媽媽是媽寶，女性提到媽媽是孝順」等等的論點，也是一些女性綁架男性思維和作主的利器。

### 日本
在日本，通常指的是「離不開母親」、「欠缺自己的決斷力」的兒子，多作為欺侮輕蔑用語之一，在社會評價上已成為使一個人單方面受損的標籤化貶意詞之一。

### 朝鮮
由於受到儒教有強烈尊重長男風氣的影響，有一些韓国人男性多被稱呼為Mother Complex。

### 義大利
義大利在家裡居住的青年人佔比是歐盟第一，原因是義大利的家庭觀念濃厚，子女到了中年生活還需要持續仰賴雙親照顧，許多男子每週都要與母親見面一次，當地人的口頭禪「媽媽咪呀！」也側面證實了這種文化現象。